# Campionat del Món d'esquí nòrdic de 1950
El Campionat del Món d'esquí nòrdic de 1950 fou la tretzena edició del Campionat del Món d'esquí nòrdic. Es van disputar cinc proves, totes masculines, entre l'1 i el 6 de febrer de 1950 a Lake Placid, Nova York i Rumford, Maine. Aquests foren els primers campionats realitzats després de la fi de la Segona Guerra Mundial i els primers que tenien lloc fora d'Europa. Les proves de salt d'esquí es van disputar a Lake Placid, mentre que les d'esquí de fons, inicialment previstes també a Lake Placid, es van traslladar a Rumford per la manca de neu.

## Resultats

### Esquí de fons
Es va disputar el 3 de febrer (18 km), 5 de febrer (4x10 km) i 6 de febrer (50 km).
| Prova   | Or                                                                      | Plata                                                                 | Bronze                                                                  |
| 18 km   | Karl-Erik Åström (SWE)                                                  | Enar Josefsson (SWE)                                                  | Arnljot Nyaas (NOR)                                                     |
| 50 km   | Gunnar Eriksson (SWE)                                                   | Enar Josefsson (SWE)                                                  | Nils Karlsson (SWE)                                                     |
| 4x10 km | Suècia Nils Täpp · Karl-Erik Åström · Martin Lundström · Enar Josefsson | Finlàndia Heikki Hasu · Viljo Vellonen · Paavo Lonkila · August Kiuru | Noruega Martin Stokken · Eilert Dahl · Kristian Bjørn · Henry Hermansen |

### Combinada nòrdica
Es va disputar l'1 i el 3 de febrer de 1950.
| Prova      | Or                | Plata                     | Bronze               |
| Individual | Heikki Hasu (FIN) | Ottar Gjermundshaug (NOR) | Simon Slåttvik (NOR) |

### Salt d'esquí
Es va disputar el 5 de febrer de 1950 al MacKenzie Intervale Ski Jumping Complex.
| Prova          | Or                   | Plata                | Bronze                 |
| Trampolí llarg | Hans Bjørnstad (NOR) | Thure Lindgren (SWE) | Arnfinn Bergmann (NOR) |

## Medaller
| Posició | País      | Or | Plata | Bronze | Total |
| 1       | Suècia    | 3  | 3     | 1      | 7     |
| 2       | Noruega   | 1  | 1     | 4      | 6     |
| 3       | Finlàndia | 1  | 1     | 0      | 2     |
|         | TOTAL     | 5  | 5     | 5      | 15    |